# Chevrolet Beretta
Chevrolet Beretta – samochód sportowy klasy średniej produkowany pod amerykańską marką Chevrolet w latach 1987 - 1996. 

## Historia i opis modelu

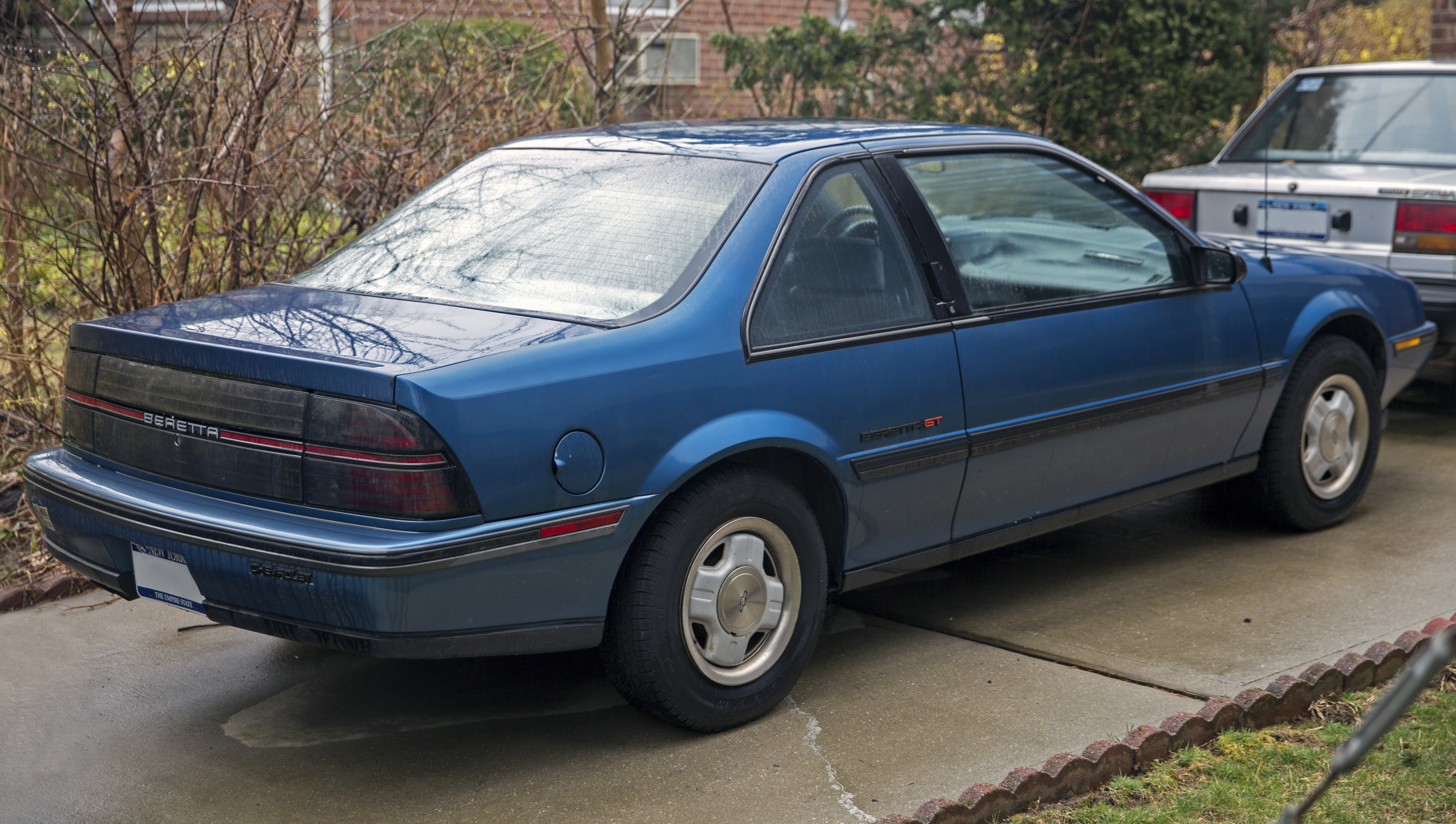
Chevrolet Beretta - tył

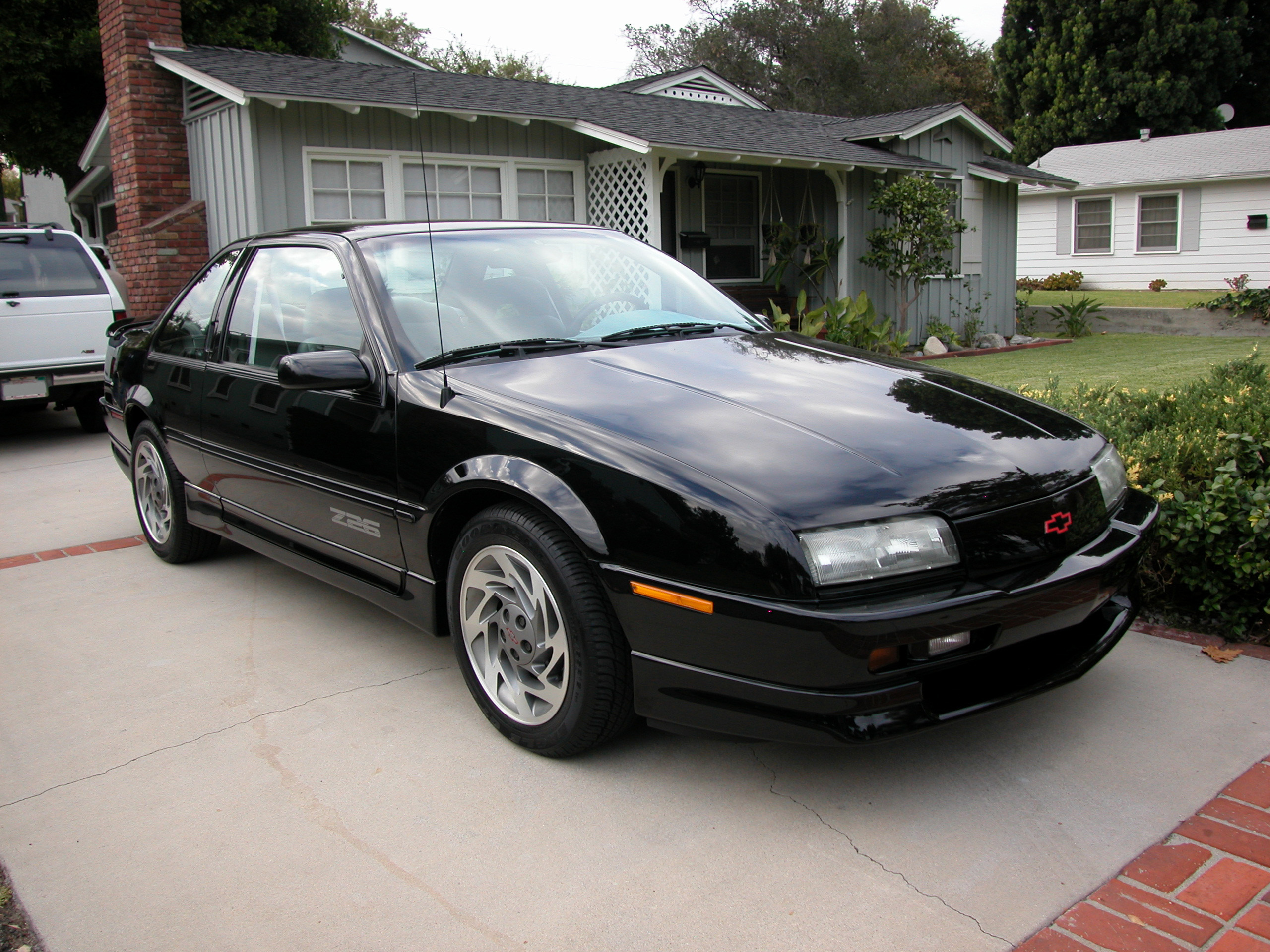
Chevrolet Beretta GTZ

Równolegle z premierą średniej klasy modelu Corsica, Chevrolet poszerzył swoją ofertę także o oparte na jej bazie coupe o nazwie Beretta. Samochód przyjął postać mniejszej alternatywy dla modelu Monte Carlo, podobnie jak on przyjmując formę trójbryłowego i dwudrzwiowego.
Podobnie jak Corsica, Chevrolet Beretta powstał w oparciu o platformę GM L-body. Charakterystycznymi cechami stylistycznymi modelu były boczne klamki umieszczone w słupkach, a także duże lampy połączone nakładką na klapie optycznie łączącej je w jedną całość.

### Beretta GTZ
Wersja GTZ była odmianą sportową, o wysokich osiągach. Produkowana była w latach 1990-1993. Początkowo montowano w niej silniki Oldsmobile o pojemności 2,3 l, które rozwijały moc 180 KM (134 kW) i moment obrotowy równy 217 N·m. Standardem była również pięciobiegowa, manualna skrzynia biegów Getrag oraz wzmacniane zawieszenie. Samochód rozpędzał się do 100 km/h w 7,6 s oraz uzyskał jeden z najlepszych czasów slalomu spośród aut o przednim napędzie, pokonał nawet inny model Chevroleta, Camaro.
Na początku 1991 wprowadzono silnik V6 o pojemności 3,1 l, był dostępny jako opcja dla wersji GTZ. Występował jedynie z automatyczną trzystopniową skrzynią biegów co negatywnie wpłynęło na osiągi, samochód do 100 km/h rozpędza się w granicach 9 sekund.

### Ciekawostki
General Motors został pozwany do sądu przez koncern branży broni strzeleckiej Fabbrica d'Armi Pietro Beretta za użycie nazwy Beretta dla modelu Chevroleta. Sprawa została ostatecznie rozwiązana poza sądem w 1989 roku. GM zapłaciło 500 000  dolarów oraz przekazało część dochodów ze sprzedaży modelu Beretta GTU na akcje charytatywne firmy Beretta.

### Silniki
- L4 2.0l LL8
- L4 2.2l LM3
- L4 2.3l LG0
- V6 2.8l LB6
- V6 3.1l LH0
- V6 3.1l L82